# Озолін Ян Ернестович
Ян Ернестович Озолін (1893 — 1938) — полковник НКВС, репресований.

## Відзнаки
- Орден Трудового Червоного Прапора УСРР (31.07.1930)[1]